# Étienne Grandjean
Étienne Grandjean est un auteur-compositeur-interprète et musicien français né le 7 septembre 1959 à Fontainebleau. Il est reconnu comme un des artisans du renouveau de l'accordéon en Bretagne.

## Biographie
Étienne Grandjean commence l’accordéon diatonique en 1975, aux côtés de son ami Pierrick Lemou qui apprend le violon. Autodidacte, c'est au contact d’anciens musiciens routiniers qu’il parfait son apprentissage. Il forme, avec Pierrick, au début de leur parcours un duo de musique du pays gallo.

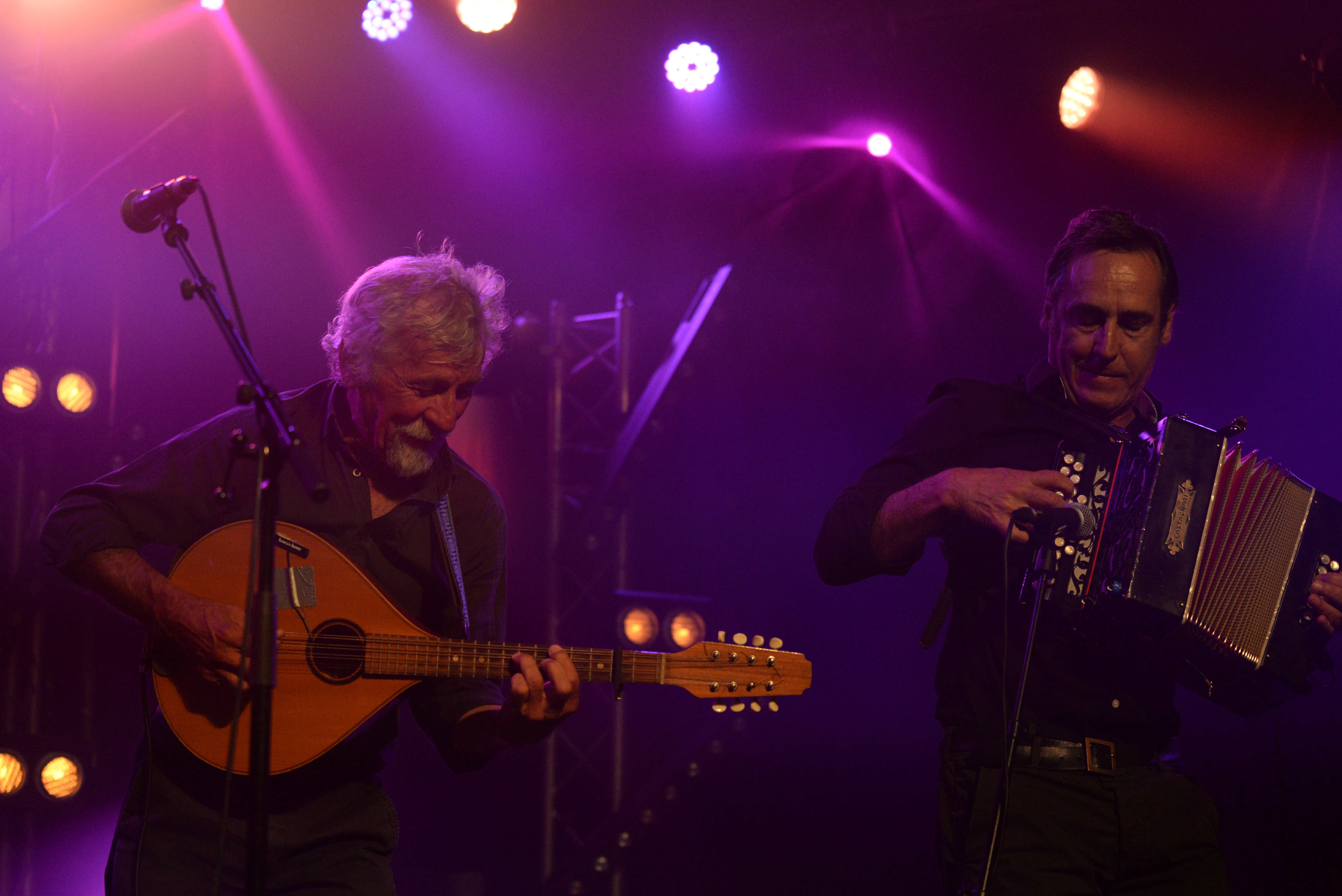
Avec Mikaël Yaouank et Djiboudjep au festival interceltique de Lorient 2016.

La première partie de son histoire le voit évoluer pendant une quinzaine d’années dans la musique traditionnelle bretonne du pays gallo avec La Mirlitantouille (de 1978 à 1981), les chants de marins avec Djiboudjep (de 1980 à 1985) et différents groupes de musique bretonne dont Pennoù Skoulm (de 1983 à 1988), Archetype, l’Ensemble Gwenva (de 1985 à 1995) avec Pierrick Lemou, Jean Baron et Christian Anneix. Pendant plusieurs années, il sillonne l'Europe et le Canada en tant qu'ambassadeur de la musique bretonne. Il enregistre son premier album solo en 1987 puis, avec le saxophoniste Jean-Louis Le Vallégant, il monte un duo et un spectacle, Caresses d'anches
Parallèlement, il enseigne l'accordéon et obtient en 1995 le diplôme d'Etat en option instruments traditionnels.
Puis, sa passion pour le petit cirque d’antan, la fête foraine ou le cabaret et sa rencontre avec François Hadji-Lazaro lui donne une envie de prendre des chemins détournés et l’amène à s’ouvrir à d’autres horizons. Il signe chez Boucherie Productions pour deux albums. Il se met à écrire et interpréter des chansons, créer des spectacles, composer pour la télévision, la danse contemporaine (avec Joseph Russillo à Paris, Cartes Postales de Daniel Agesilas), le théâtre ou des ciné-concerts.
De nombreux autres projets voient le jour dont La Belle Société (de 1990 à 2000), spectacle d’humour musical qui, pendant dix années, tournera en France (Paris, Bataclan), et à l’international. Avec le saxophoniste Vincent Burlot et le guitariste Job Defernez il enregistre deux albums, dont Parade en 1998.
Étienne Grandjean est également directeur artistique d’évènements dont le festival d’accordéon Le Grand Soufflet, qu'il créé en 1996 et pour lequel il reçoit le prix « Gus Viseur » à deux reprises  (2006 et 2019). En 2009, une édition du festival a lieu au Brésil (Sao Paulo et Porto Alegre). Il quitte le festival en janvier 2021 après la 25ème édition. Passionné par le cabaret New burlesque, il est directeur artistique et metteur en scène du spectacle Porte-jarretelles & Piano à bretelles (création 2011), spectacle avec l'accordéoniste d'origine new-yorkaise Jasmine Vegas, la poleuse Vanessa Vibi, les performeuses Louise De Ville et Lolaloo des Bois et le clown Francky O' Right. Cette revue de performances excentriques est à affiche de L'Alhambra à Paris pendant deux ans.
Une quinzaine de disques ponctue ses expériences et de nombreuses tournées internationales, dont certaines régulières au Québec (depuis ses débuts avec La Mirlitantouille à 18 ans). À partir de 2003, il se produit en solo avec le Journal des rêves, qui donne lieu à un album de chansons en 2005.
Il intervient sur les albums de différents artistes et partage la scène avec Didier Squiban, Pascal Comelade, Fairport Convention, Jean-Claude Dreyfus, Jean Corti, Banda Osiris, Malicorne, Baron/Anneix, Nilda Fernandez, Riccardo Tesi, Caroline Loeb, Tri Yann, Alan Simon, Dominic Sonic,...
Dans les années 2000, il participe au spectacle L'Odyssée des Épis noirs, mêlant chanson et théâtre humoristique(Festival d'Avignon, théâtre de la Gaîté Montparnasse,...). En 2009, il participe à l'Opéra rock d'Alan Simon Anne de Bretagne au château de Ducs de Bretagne à Nantes.
En 2011 il crée le trio "Etienne Grandjean Gruppetto", avec Pierre Payan et Nicolas Méheust. Mixage de Fest Noz forain et de musique à soufflet dans une ambiance très Féllinienne.
En 2015, avec les accordéonistes Lionel Suarez, Régis Gizavo et René Lacaille, il rend hommage à Nougaro au festival Rio Loco à Toulouse. À partir de 2014, il forme un duo avec le guitariste Soïg Sibéril, avec qui il jouait dans Pennoù Skoulm. Ils se produisent au festival Le Grand Soufflet en 2015 et au festival Interceltique de Lorient et lors de nombreux concerts. Ils sortent un album produit par le label Marzelle de Tri Yann en juin 2016.
En 2014, il crée le personnage littéraire, fantaisiste et loufoque du Professeur Tito Bingo et publie le tome 1 Musicologie et autres cochonneries aux éditions Goater. Le tome 2, Oraisons funèbres pour artistes pas encore morts sort en 2018 et le tome 3, Artistes, beauté, gloire et nombril, est édité en 2022.
En 2021, il quitte son poste de directeur artistique du festival le Grand Soufflet.
En 2022, Nouvel album de chansons "Une flèche au coeur", avec son neveu Gaëtan Grandjean pour les arrangements musicauxet la réalisation artistique.

## Discographie
- 1979 : La Mirlitantouille - La Mirlitantouille (Escalibur)
- 1983 : Djiboudjep - Chants de marins (Arfolk)
- 1986 : Gwenva - Musiques de Bretagne (Keltia Musique)
- 1987 : Étienne Grandjean - Accordéon diatonique (Escalibur)
- 1992 : Étienne Grandjean Trio - Circus Valse (Pluriel / Coop Breizh)
- 1992 : Gwenva - Le Paradis des Celtes (Auvidis)
- 1994 : Étienne Grandjean - Accordéon diatonique - L'amant doux (Pluriel/Sony Music)
- 1995 : La Mirlitantouille - 1975-1980 (Iguane, rééd. Escalibur)
- 1996 : Étienne Grandjean et Pierrick Lemou - Accordéon diatonique et violon (Pluriel / Sony Music)
- 1997 : Étienne Grandjean & La Belle Société (Boucherie Productions)
- 1998 : La Belle Société - Parade ! -  (Boucherie Productions)
- 2005 : Étienne Grandjean - Journal des rêves (Avel Ouest)
- 2007 : Djiboudjep - 37e escale (live Coop Breizh)
- 2011 : Etienne Grandjean Gruppetto EP
- 2016 : Étienne Grandjean et Soïg Sibéril - La Tempête (Marzelle/Coop Breizh)
- 2022 : Etienne Grandjean - Une flèche au coeur (Symphonium Prod/Intégral)

### Participations
- 1976 : Tombelaysne - Volksmusik aus der Bretagne (TopSound)
- 1982 : Accordéon diatonique en Haute Bretagne (rééd. 2001 Keltia musique)
- 1988 : Dañs (Iguane Productions)
- 1989 : Accordéons diatoniques en Bretagne (Keltia Musique)
- 1993 : Voyage Musical/Journey (Auvidis)
- 1994 : Djiboudjep - 22 sailors songs and melodies
- 1994 : Pennoù Skoulm -  Fest-Noz
- 1995 : Les Epis Noirs[38] - Quand trois poules
- 1995 : L'âme Celtes Vol 1 (Sony music)
- 1995 : Tri Yann -  Portraits (Sony music)
- 1996 : Contes et chansons de Bretagne - avec Alain Le Goff, (Walt Disney record/Sony Music)
- 1994 : Pierrick Lemou - Violons en Bretagne (Pluriel / Sony Music)
- 1994 : Musique Bretonne d'aujourd'hui (Escalibur)
- 1997 : Horizons Celtiques (Sony Music)
- 1998 : L'éventail sonore (Boucherie Productions)
- 1998 : Acousteack & ses proches (Boucherie Productions)
- 1998 : Une p'tite histoire d'accordéon diatonique (Musidisc)
- 2000 : Bretagne éternelle (Sony Music)
- 2002 : Bretagne - Thalassa Collection (Sony Music)
- 2004 : Pascal Comelade -  La Filosofia Del Plat Combinat
- 2005 : La musique Bretonne, L'anthologie Vol 1 (Coop Breizh)
- 2010 : Alan Simon -  Anne de Bretagne : Live au château des Ducs de Bretagne (Babaika Productions)
- 2024 : Dominic Sonic - Qu'avons nous fait (IDO Productions)

## Publications

### Sous le pseudonyme du "Professeur Tito Bingo"
- Musicologie et autres cochonneries, 2014, Éditions Goater, 116 p.  (ISBN 978-2-918647-37-9)
- Oraisons funèbres pour artistes pas encore morts, 2018, Éditions Goater, 112 p.  (ISBN 979-10-97465-11-7)
- Artistes, beauté, gloire et nombril, 2022, Editions Goater, 127 p.[39]

### Autobiographie
- La folk vie, 2025, Editions Goater, 272 p.